# Észak-Dakota
Észak-Dakota (angolul North Dakota, IPA: [ˌnɔrθ dəˈkoʊtə] kiejtéseⓘ) az Amerikai Egyesült Államok 39. tagállama. Az USA északi részén helyezkedik el, határos Kanadával. A 19. században a Vadnyugat részének tartották, ma a Középnyugathoz sorolják.  
Az állam fővárosa Bismarck, legnagyobb városa Fargo. Jelentős állami egyetemek találhatóak Grand Forksban és Fargóban. A légierőnek bázisai vannak Minotban és Grand Forksban.

## Földrajza
Szomszédai északon a kanadai Saskatchewan és Manitoba tartományok, keleten Minnesota, délen Dél-Dakota, nyugaton pedig Montana államok.
Az állam nyugati részén végigfolyik a Missouri folyó, aminek vize a Sakagawea-tavat alkotja a Garrison gát segítségével. Az állam nyugati része dombos, ásványkincsei közé tartoznak a lignit és az olaj. Keleten az északra tartó Vörös-folyó völgye gazdag termőföld.

### Éghajlata
Éghajlata mérsékelt égövi, szélsőségesen szárazföldi éghajlat, amelyet leginkább a sarkvidéki légtömegek befolyásolnak. Emiatt a tél rendkívül fagyos és csapadékos: a hőmérséklet tartósan mínusz 20 fok alá süllyedhet, a sok hó hetekig megmarad. A tavasz és az ősz rövid és igen változékony. Nyáron a szárazabb időszakokat észak-nyugatról érkező heves zivatarok törhetik meg.

### Élővilága
Jellegzetes növényzete a füves puszta, az úgynevezett préri.

### Természeti értékei
- Theodore Roosevelt Nemzeti Park

## Története
Korábban a Dakota Terület része volt, mely a dakota törzsről kapta nevét; 1889. november 2-án a területet felosztották Észak- és Dél-Dakotára, és az USA tagállamai lettek.

## Népessége

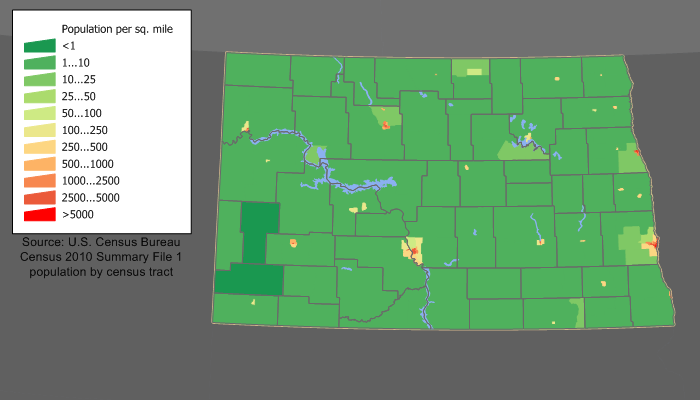
Észak-Dakota népsűrűségi térképe

2015. július 1-jén Észak-Dakota lakossága 756 927 fő volt, ami 12,54%-os növekedés a 2010-es cenzus adataihoz képest. Ezzel az USA tagállamai közül itt a legnagyobb a népesség növekedésének üteme 2011 óta. Ennek ellenére az egyik legalacsonyabb népességű állam az 50 közül. Egyedül Alaszkában, Wyomingban és Vermontban laknak kevesebben.
1870 körül mintegy 2000 lakosa volt az államnak, de 1930-ra majdnem 680 000-re nőtt. Ezután a növekedés üteme lelassult. A bevándorlás más USA államokból jelentős. A lakosság körülbelül 70%-a született Észak-Dakotában, 27%-a más USA tagállamban, a maradék pedig külföldön.
| Lakosok száma | 577 056 | 646 872 | 641 935 | 619 636 | 632 446 | 652 717 | 638 800 | 642 200 | 756 927 | 779 094 |
|               | 1910    | 1920    | 1940    | 1950    | 1960    | 1980    | 1990    | 2000    | 2015    | 2020    |

### Rasszok
A népesség rassz szerinti megoszlása a következő:
- fehér: 90,0% (88,7% nem spanyolajkú fehér)
- indián: 5,4%
- néger/afroamerikai: 1,2%
- ázsiai: 1,0%
- Csendes-óceáni szigetlakó: 0,1%
- egyéb: 0,5%
- kevert: 0,2%

### Legnagyobb városok
| Város neve  | Lakosság (fő) | Megye       | Terület (km²) | Alapítás éve | Térkép |
| ----------- | ------------- | ----------- | ------------- | ------------ | ------ |
| Fargo       | 122 359       | Cass        | 126,4         | 1871         |        |
| Bismarck    | 72 865        | Burleigh    | 80,9          | 1872         |        |
| Grand Forks | 57 056        | Grand Forks | 52,0          | 1881         |        |
| Minot       | 47 822        | Ward        | 45,2          | 1887         |        |
| West Fargo  | 35 708        | Cass        | 38,1          | 1926         |        |
| Williston   | 25 586        | Willams     | 19,6          | 1887         |        |
| Mandan      | 22 228        | Morton      | 28,8          | 1881         |        |
| Dickinson   | 22 186        | Stark       | 26,0          | 1881         |        |
| Jamestown   | 15 387        | Stutsman    | 33,3          | 1872         |        |
| Wahpeton    | 7 826         | Richland    | 13,7          | 1869         |        |

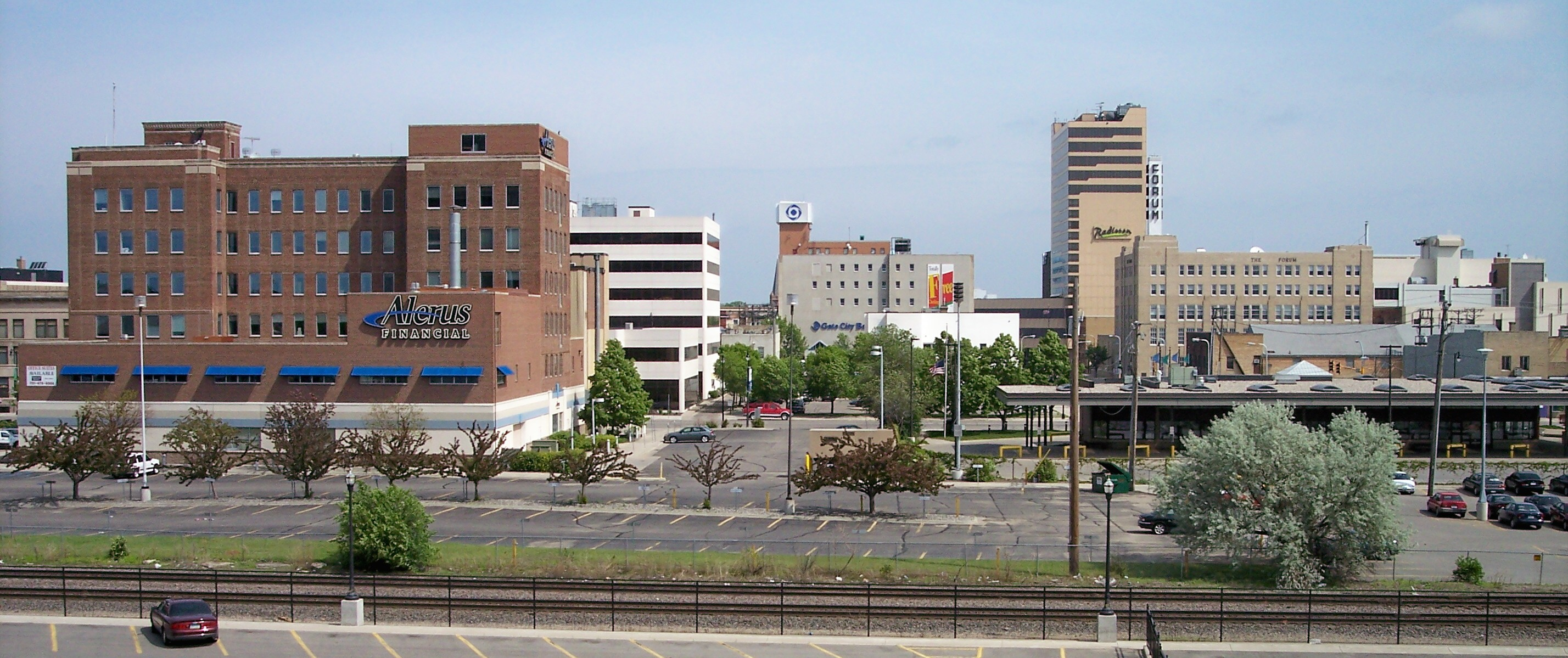
Fargo belvárosa 2007-ben

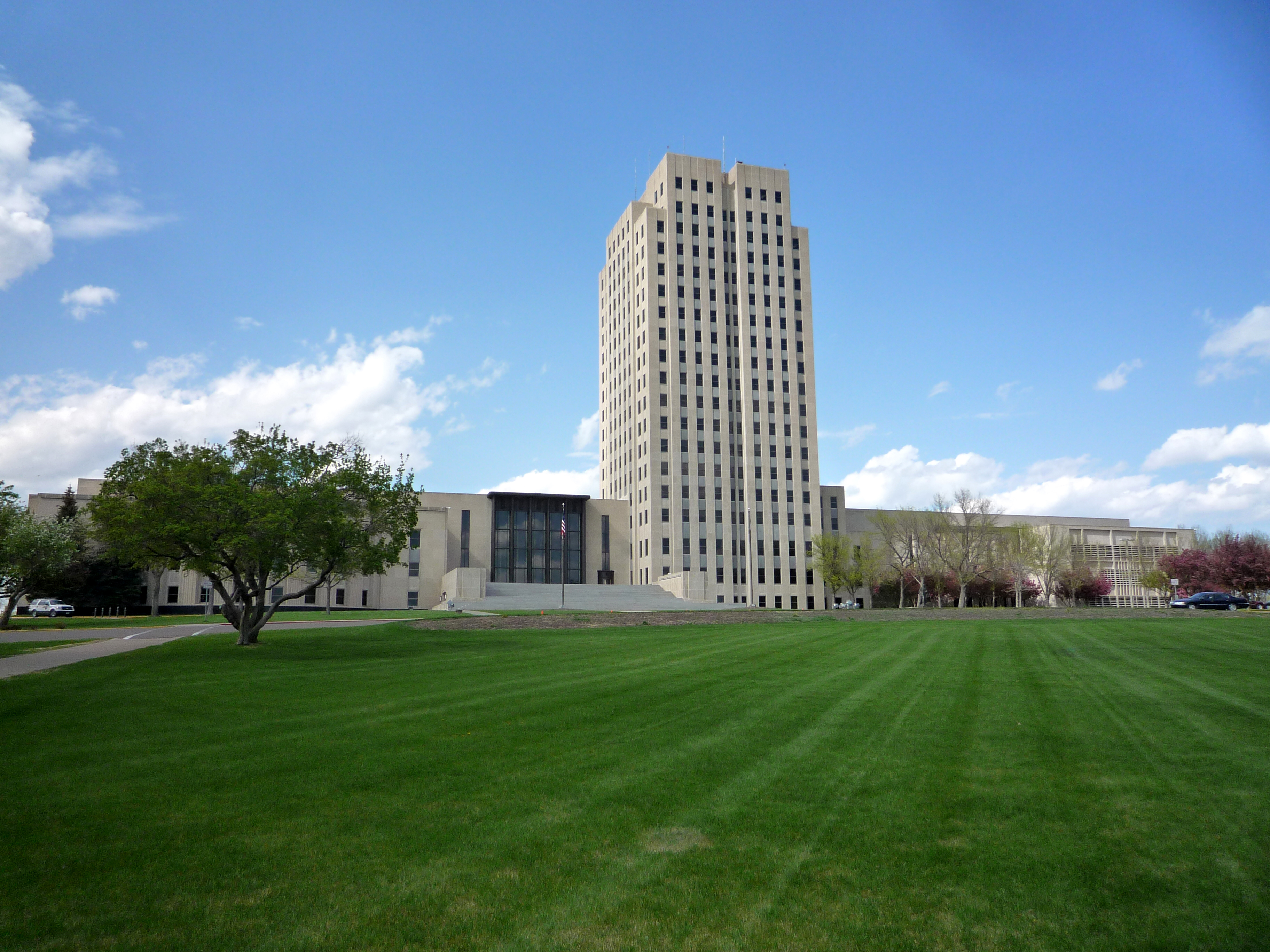
Észak-Dakota Capitoliuma a fővárosban, Bismarckban

Az állam 755.393 fős lakosságának 56,54%-a él a tíz legnagyobb városban.

## Közigazgatás

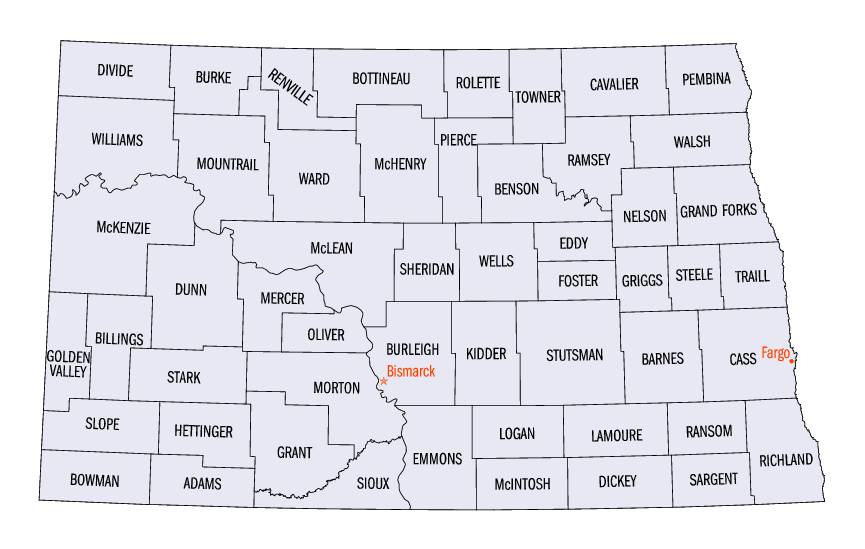
Észak-Dakota megyéi

Az állam 53 megyére van felosztva.

## Gazdaság
Észak-Dakota legjelentősebb gazdasági ága a mezőgazdaság. Emellett megemlíthető a kőolajipar, az élelmiszergyártás és a technológia. Az Egyesült Államok tagállamai közül a bruttó hazai termék növekedése Észak-Dakotában a leggyorsabb. A növekedés üteme nagyjából 8,3%-os. 2013-ban az állam bruttó hazai terméke 36.8 milliárd dollár volt. Az egy főre eső jövedelem 2013-ban 50 899 dollár volt, ami országos szinten a 16. helyet jelenti. 2009 óta az állam a munkahelyteremtés élvonalába tartozik. Az egy főre eső jövedelem növekedésében szintén az élmezőnybe tartozik az USA államai között. Ez főleg bizonyos magánszektorok virágzásával függ össze, mint a mezőgazdaság, energiaipar és építőipar.
Észak-Dakota az egyedüli állam az USA-ban amelynek van állami bankja (Bismarckban), valamint állami tulajdonban levő malma (Grand Forksban). Fargo a Microsoft második legnagyobb telephelyének az otthona, 1700 alkalmazottal, és az Amazon.com is alkalmaz néhány száz embert Grand Forksban.
2014 májusában a munkanélküliségi arány 2,6%-os volt, a legalacsonyabb az USA-ban (1987 óta nem emelkedett 5% fölé). Ebben az államban növekedett legnagyobb mértékben az egy főre eső bevétel a 21. század első évtizedében (a 38. helyről a 17. helyre jött fel). Mindez elsősorban a fellendülő kőolajkitermelésnek köszönhető.

## Fordítás
Ez a szócikk részben vagy egészben  a   North Dakota című angol Wikipédia-szócikk ezen változatának fordításán alapul.  Az eredeti cikk szerkesztőit annak laptörténete sorolja fel. Ez a jelzés csupán a megfogalmazás eredetét és a szerzői jogokat jelzi, nem szolgál a cikkben szereplő információk forrásmegjelöléseként.